# Aniello Portio
Aniello Portio est un graveur et un peintre italien actif à Naples de 1690 à 1700.

## Œuvres
- Veduta prospettica della riva destra del Canal Grande e della Riva, dans G. Matteo Alberti, Giochi festivi e militari, (1686), Venise[1].